# AirPlay
AirPlay — власний комунікаційний протокол бездротового зв’язку, розроблений Apple Inc., що дозволяє передавати аудіо, відео, вміст екрану та фотографії (разом із відповідними метаданими) між пристроями. Спочатку AirPlay було реалізовано лише у власному програмному забезпеченні та пристроях Apple. Перша реалізація називалася AirTunes й підтримувала лише передачу звуку.  Пізніше Apple ліцензувала стек протоколів AirPlay й для інших виробників, що створюють продукти, сумісні з пристроями Apple.

## Історія
Перша версія AirPlay (потім, — AirTunes), підтримувала передачу потокового сигналу з iTunes. Також AirTunes підтримував наразі зняти з виробництва Аеропорт Експрес, що був обладнаний аудіо виходом. У 2010 році Apple реалізувала підтримку протоколу  в iOS 4.2. 
Apple анонсувала AirPlay 2 на щорічній конференції WWDC 5 червня 2017 року. Спочатку випуск AirPlay був запланований у третьому кварталі 2017 року, у складі iOS 11, але був відкладений до червня 2018 року.   У порівнянні з першою версією, AirPlay 2 пропонує покращену буферизацію; додає підтримку потокового аудіо для стереодинаміків;  дозволяє надсилати аудіо на кілька пристроїв у різних кімнатах;  та підтримує керування за допомогою Центру Керування, програми Home або Siri,  тоді як керування першою версією AirPlay було доступне лише через iTunes для macOS або Windows. 
| Історія AirPlay | Історія AirPlay                                                    |
| --------------- | ------------------------------------------------------------------ |
| 2004 рік        | Початковий випуск AirPlay як AirTunes для iTunes і AirPort Express |
| 2010 рік        | Підтримка AirPlay (першої версії) в iOS 4.2                        |
| 2018 рік        | Підтримка AirPlay 2 у iOS 11.4                                     |
| 2021 рік        | Підтримка AirPlay у режимі приймача для macOS Monterey             |

## Передача
AirPlay дозволяє передачу з комп’ютерів на macOS та Windows за допомогою програми iTunes, а також з пристроїв під керуванням iOS, – таких як iPhone, iPod та iPad з iOS 4.2 або новішої версії. Пристрої-передавачі надсилати AirPlay через Wi-Fi або Ethernet. 
Починаючи з OS X Mountain Lion AirPlay підтримує дзеркальне відображення дисплея через на системах, що побудовані на базі процесорів Intel Core 2-го покоління та новіших. 
У 2016 році HTC випустила телефон на Android з підтримкою AirPlay. 
Починаючи з iOS 4.3 з'явилася можливість для сторонніх програм надсилати сумісні аудіо-та відеопотоки через AirPlay.  Прикладами таких програм є ApowerMirror,  AirServer і Reflector. Також з'явилася можливість віддаленого керування відтворенням медіа й вибором приймачів для iTunes за допомогою програми iTunes Remote для iOS. 

## Приймачі
Пристрої-приймачі AirPlay включають Apple TV, HomePod, інші динаміки сторонніх виробників та наразі вже знятий з виробництва AirPort Express, що мав комбінований аналоговий і оптичний аудіороз’єм S/PDIF. Сумісні пристрої можуть отримувати AirPlay потоки через Wi-Fi або Ethernet. Деякі проекти з відкритим вихідним кодом переробили аудіо частину протоколу, що дозволяє будь-якому комп’ютеру перетворитися на приймач AirPlay для аудіо. 
Проте, оскільки не всі сторонні приймачі реалізують шифрування Apple DRM, деякі медіа, такі як власна захищена правами музика iTunes Store (що використовує власну технологію шифрування «FairPlay » від Apple), YouTube і Netflix, не можуть транслювати на ці пристрої чи програмне забезпечення. Apple TV, починаючи з шостої версії tvOS, вимагає обов'язкової підтримки DRM на приєднаних пристроях, отже пристрої без такої підтримки не можна використовувати з Apple TV. 

## Протоколи
AirPlay і AirTunes працюють через Wi-Fi. Спочатку пристрої повинні були бути підключені до однієї мережі Wi-Fi, але оскільки пристрої під керуванням iOS, починаючи з iOS 8.0, можуть використовувати Wi-Fi Direct, такі пристрої взагалі не вимагають наявності існуючої мережі Wi-Fi. 

### AirPlay Mirroring
На WWDC 2011 Стів Джобс, генеральний директор Apple Inc. на той час, під час презентації iOS 5.0 також презентував AirPlay Mirroring, як функцію за допомогою якої користувач може бездротово та безпечно передавати екран з iPad 2 на HDTV  
AirPlay та AirPlay Mirroring це різні технології. AirPlay дозволяє транслювати певні види медіа, тоді як AirPlay Mirroring дозволяє транслювати весь екран з різних пристроїв iOS та iTunes на Apple TV (2-го покоління або новішої). 

### Реверс інженірінг
AirTunes, був реверс інженіред Джоном Лехом Йохансеном у 2008 році 
8 квітня 2011 року Джеймс Лерд здійснив зворотну інженерію та оприлюднив закритий ключ, який використовується Apple AirPort Express для розшифровки вхідних аудіопотоків. 
Оприлюднення цього ключа надавало сторонньому програмному забезпеченню та пристроям, модифіковані для використання ключа розшифровувати, відтворювати, та зберігати потоки AirPlay.  Незабаром з'явилися й приймачі що використовували цю можливість для роботи з аудіо потом. В 2012 році з'явився перший аудіо й відеоприймач AirPlay для ПК, – AirServer.  

## Дивись також
- Google Cast
- WiDi
- Miracast
- Універсальний Plug and Play (UPnP)
- Digital Living Network Alliance (DLNA)